# Comolia
Comolia là chi thực vật có hoa trong họ Mua.